# Správce logických disků
Správce logických disků (příkaz diskmgmt.msc) je v informatice program pro správu logických svazků pro Microsoft Windows NT vyvinutý společností Microsoft a Veritas Software. Byl představen s operačním systémem Windows 2000 a je obsažen v systémech Windows XP, Windows Server 2003, Windows Vista a Windows 7. Správce logických disků je snap-in v rámci MMC konzole, který je označován jako Správa disků (Ovládací panely – Nástroje pro správu – Správa počítače – Úložiště – Správa disků).

## Popis a vlastnosti
Základním způsobem rozdělení disku jsou primární a rozšířené diskové oddíly. Všechny verze systému Microsoft Windows (včetně Windows 7) používají tradiční běžné rozdělení disku, které je převzato ze systému DOS, který byl jejich předchůdcem. Kromě toho Windows NT používají tak zvané Dynamické disky, kdy je disk chápán jako celek a teprve na něm jsou vytvářeny svazky. Svazek může obsahovat více spojených disků, takže svazek se může rozkládat na více fyzických discích. Na svazcích je pak možné vytvořit jakýkoliv souborový systém stejným způsobem, jako na běžných oddílech.
Disky s běžnými oddíly lze změnit na dynamické disky, avšak změna z dynamického disku zpět na běžné oddíly není jednoduchá. V takovém případě je nutné data na dynamickém disku nejprve zazálohovat na jiné místo, pak může být disk přerozdělen na oddíly, přičemž jsou ztracena všechna uložená data a nakonec je možné nakopírovat data zpět na disk z dříve vytvořené zálohy.
Dynamické disky poskytují možnosti pro softwarové implementace RAID. Hlavní nevýhodou dynamických disků v systému Microsoft Windows je, že jsou podporovány pouze na systému Windows 2000 nebo novějších (kromě verzí Windows XP Home Edition a Windows Vista Home Basic a Premium) nebo linuxovém jádře od verze 2.4.8.
Dynamické disky Windows ukládají metadata do databází na použitých discích. Na dynamickém disku je možné vytvořit až 2000 dynamických svazků, ale Microsoftem doporučený maximální počet je 32.

### Typy oddílů
| GPT ID                               | MBR  | Popis                                                                                     |
| 5808C8AA-7E8F-42E0-85D2-E1E90434CFB3 |      | Oddíl s metadaty. Volný prostor na disku, který je využíván pro uložení služebních údajů. |
| AF9B60A0-1431-4F62-BC68-3311714A69AD | 0x42 | Datová oblast, která nese informace uložené na dynamickém disku.                          |

Poznámka 1: Dynamické disky neukládají metadata do tabulky oddílů MBR, ale do 1 MiB oblasti na konci disku, která není přiřazena žádnému oddílu. Nástroje pro správu disku v systému Windows XP toto volné místo nedovolí použít, ale nástroje jiných operačních systémů tento prostor použít dovolí.

## Problémy s kompatibilitou
Správa disků ve Windows Vista vytváří oddíly zarovnané na násobky jednoho MiB, čímž ignoruje předchozí úmluvy geometrie CHS. Jinými slovy, správce disků ve Vista se chová jako při geometrii 2048 sektorů na stopu/hlavu a 1 stopa/hlava na cylindr (alokační jednotka je 512 bajtů, takže 2048 sektorů je 1 MiB).

## Základní a dynamické svazky
Dynamický svazek je otevřený formát firmy Microsoft vyvinutý společně s firmou Veritas (koupil ji Symantec). Dynamické svazky přinášejí schopnost rozšířit úložný prostor na více, než jeden fyzický pevný disk (běžné diskové oddíly jsou omezeny na jeden disk a jejich velikost nelze snadno změnit). Dynamické svazky umožňují přizpůsobit velikost a přidat další volný prostor ze stejného disku nebo i z jiných fyzických disků. Dynamické svazky, které zahrnují různé fyzické disky se nazývají rozložené svazky. V současné době může rozložený svazek obsahovat maximálně 32 disků.
Hlavní rozdíly mezi základním a dynamickým diskem:
- Dynamické disky podporují rozdělení na několik diskových oddílů, základní disky ne.
- Ukládá informace svazku základního disku do registrů a u dynamického na disk.

Dynamické disky umožňují flexibilnější konfigurace bez nutnosti restartu systému. Některá místa na konci disku jsou vyhrazena k případné instalaci či inovaci základního disku na dynamický disk. Informace Dynamického disku jsou uloženy na konci disku. Množství, které je vyhrazeno, je minimálně jeden cylindr nebo 1 MB. Jeden cylindr může být až 8 MB (důvod, proč je zde nevyužitých 8 MB diskového oddílu je, že vždy když se instaluje operační systém Windows, jsou jim využity), záleží na geometrii disku.
Operace společné základních a dynamických disků jsou následující:
- Kontrolujte, vlastnosti disku, jako je kapacita, dostupné volné místo a aktuální stav.
- Zobrazení vlastností svazků a diskového oddílu, jako je velikost, přiřazená písmena jednotce, jmenovka, typ a souborový systém.
- Přiřazení písmena k diskovému svazku či oddílu a CD-ROM zařízení.
- Vytvořit sdílení disku a jeho bezpečnostní opatření.
- Přechod základního disku na dynamický, nebo obráceně.